# Lliga Europa de la UEFA 2018–19
La Lliga Europa de la UEFA 2018–19 (en anglès, UEFA Europa League) va ser la 48ena edició d'aquesta competició de futbol. Excepte canvis posteriors, es disputarà entre el 30 de juny de 2018 i el 29 de maig de 2019.
El guanyador de la Lliga Europa es classificarà per a la següent temporada de la Lliga de Campions de la UEFA. Entrarà almenys a les eliminatòries de classificació, i podran classificar en la fase de grups. El campió jugarà la Supercopa d'Europa 2019 contra el campió de la Lliga de Campions de la UEFA 2018–19.
La final de la Lliga Europa de la UEFA es va jugar a l'Estadi Olímpic de Bakú.

## Distribució d'equips per federacions
Un total de 214 equips de 55 federacions nacionals participaren en aquesta edició. Depenent dels seus respectius coeficients UEFA, les federacions tenen un nombre determinat de places:
- Federacions 1-51 (excepte Liechtenstein) tenen tres equips que qualifiquen.
- Federacions 52-42 tenen dos equips que qualifiquen.
- Liechtenstein i Kosovo tenen un equip que qualifiquen.
- 56 equips eliminats de la Lliga de Campions de 2018-19 transfereixen a la Lliga Europa

### Classificació de les federacions de la UEFA
| Posició | Associació      | Coef.   | Equips |
| ------- | --------------- | ------- | ------ |
| 1       | Espanya         | 104.998 | 3      |
| 2       | Alemanya        | 79.484  | 3      |
| 3       | Anglaterra      | 75.962  | 3      |
| 4       | Itàlia          | 73.332  | 3      |
| 5       | França          | 56.665  | 3      |
| 6       | Rússia          | 50.532  | 3      |
| 7       | Portugal        | 49.332  | 3      |
| 8       | Ucraïna         | 42.633  | 3      |
| 9       | Bèlgica         | 42.400  | 3      |
| 10      | Turquia         | 39.200  | 3      |
| 11      | República Txeca | 33.175  | 3      |
| 12      | Suïssa          | 32.075  | 3      |
| 13      | Països Baixos   | 31.063  | 3      |
| 14      | Grècia          | 27.900  | 3      |
| 15      | Àustria         | 25.350  | 3      |
| 16      | Croàcia         | 25.250  | 3      |
| 17      | Romania         | 24.350  | 3      |
| 18      | Dinamarca       | 24.000  | 3      |
| 19      | Belarús         | 19.875  | 3      |

| Posició | Associació    | Coef.  | Equips |
| ------- | ------------- | ------ | ------ |
| 20      | Polònia       | 19.750 | 3      |
| 21      | Suècia        | 19.725 | 3      |
| 22      | Israel        | 19.375 | 3      |
| 23      | Escòcia       | 18.925 | 3      |
| 24      | Xipre         | 18.550 | 3      |
| 25      | Noruega       | 18.325 | 3      |
| 26      | Azerbaidjan   | 17.750 | 3      |
| 27      | Bulgària      | 15.875 | 3      |
| 28      | Sèrbia        | 15.375 | 3      |
| 29      | Kazakhstan    | 15.250 | 3      |
| 30      | Eslovènia     | 13.125 | 3      |
| 31      | Eslovàquia    | 11.750 | 3      |
| 32      | Liechtenstein | 11.000 | 1      |
| 33      | Hongria       | 9.500  | 3      |
| 34      | Moldàvia      | 9.500  | 3      |
| 35      | Islàndia      | 8.375  | 3      |
| 36      | Finlàndia     | 7.650  | 3      |
| 37      | Albània       | 6.625  | 3      |

| Posició | Associació           | Coef. | Equips |
| ------- | -------------------- | ----- | ------ |
| 38      | Irlanda              | 6.575 | 3      |
| 39      | Bòsnia i Hercegovina | 6.500 | 3      |
| 40      | Geòrgia              | 6.375 | 3      |
| 41      | Letònia              | 6.125 | 3      |
| 42      | Macedònia            | 5.625 | 3      |
| 43      | Estònia              | 5.250 | 3      |
| 44      | Montenegro           | 5.250 | 3      |
| 45      | Armènia              | 5.125 | 3      |
| 46      | Luxemburg            | 4.875 | 3      |
| 47      | Irlanda del Nord     | 4.500 | 3      |
| 48      | Lituània             | 4.125 | 3      |
| 49      | Malta                | 4.000 | 3      |
| 50      | Gal·les              | 3.875 | 3      |
| 51      | Illes Fèroe          | 3.500 | 3      |
| 52      | Gibraltar            | 2.500 | 2      |
| 53      | Andorra              | 1.165 | 2      |
| 54      | San Marino           | 0.333 | 2      |
| 55      | Kosovo               | 0.000 | 1      |

## Equips
| Round of 32                    | Round of 32          | Round of 32           | Round of 32               |
| ------------------------------ | -------------------- | --------------------- | ------------------------- |
| (LC FG)                        | (LC FG)              | (LC FG)               | (LC FG)                   |
| (LC FG)                        | (LC FG)              | (LC FG)               | (LC FG)                   |
| Fase de Grups                  |                      |                       |                           |
| Vila-real CF                   | AC Milan             | Akhisar Belediyespor  | (LC PO)                   |
| Reial Betis                    | Olympique Marseille  | FK Jablonec           | (LC PO)                   |
| Eintracht Frankfurt            | Stade Rennais        | FC Zurich             | (LC R3)                   |
| Bayer Leverkusen               | Krasnodar            | (LC PO)               | (LC R3)                   |
| Chelsea FC                     | Sporting de Lisboa   | (LC PO)               | (LC R3)                   |
| Arsenal FC                     | Vorskla Poltava      | (LC PO)               | (LC R3)                   |
| SS Lazio                       | RSC Anderlecht       | (LC PO)               |                           |
| Eliminatòries                  |                      |                       |                           |
| Ruta dels Campions             | Ruta dels Campions   | Ruta de les Lligues   | Ruta de les Lligues       |
| (LC R3)                        | (LC R3)              |                       |                           |
| (LC R3)                        | (LC R3)              |                       |                           |
| (LC R3)                        | (LC R3)              |                       |                           |
| Tercera Ronda de Classificació |                      |                       |                           |
| Ruta dels Campions             | Ruta dels Campions   | Ruta de les Lligues   | Ruta de les Lligues       |
| (LC R2)                        | (LC R2)              | Zenit Sant Petersburg | Olympiakos FC             |
| (LC R2)                        | (LC R2)              | Braga                 | Rapid Viena               |
| (LC R2)                        | (LC R2)              | Zorya Luhansk         | HNK Rijeka                |
| (LC R2)                        | (LC R2)              | KAA Gent              | Universitatea Craiova     |
| (LC R2)                        | (LC R2)              | İstanbul Başakşehir   | Brøndby IF                |
|                                |                      | Sigma Olomouc         | (LC R2)                   |
| Luzern                         | (LC R2)              |                       |                           |
| Feyenoord                      |                      |                       |                           |
| Segonda Ronda de Classificació |                      |                       |                           |
| Ruta dels Campions             | Ruta dels Campions   | Ruta de les Lligues   | Ruta de les Lligues       |
| (LC R1)                        | (LC R1)              | Sevilla               | Atromitos                 |
| (LC R1)                        | (LC R1)              | RB Leipzig            | Asteras Tripolis          |
| (LC R1)                        | (LC R1)              | Burnley               | LASK                      |
| (LC R1)                        | (LC R1)              | Atalanta              | Admira Wacker Mödling     |
| (LC R1)                        | (LC R1)              | Girondins de Bordeaux | HNK Hajduk                |
| (LC R1)                        | (LC R1)              | FK Ufa                | Steaua                    |
| (LC R1)                        | (LC R1)              | Rio Ave FC            | Dinamo Brest              |
| (LC R1)                        | (LC R1)              | FK Mariupol           | Jagiellonia Białystok     |
| (LC R1)                        | (LC R1)              | Racing Genk           | Djurgårdens IF            |
| (LC R1)                        | (LC R1)              | Beşiktaş              | Hapoel Haifa FC           |
|                                |                      | Sparta Praga          | AEK Làrnaca               |
| FC St. Gallen                  | Aberdeen             |                       |                           |
| AZ Alkmaar                     | Lillestrøm           |                       |                           |
| Vitesse                        |                      |                       |                           |
| Primera Ronda de Classificació |                      |                       |                           |
| NK Osijek                      | CSKA Sofia           | Stjarnan              | FK Shkupi                 |
| Viitorul Constanța             | Levski Sofia         | FH                    | FC Levadia                |
| FC Nordsjælland                | Partizan             | KuPS                  | Nõmme Kalju               |
| Copenhague                     | FK Radnički Niš      | Ilves                 | JK Narva Trans            |
| Dinamo Minsk                   | FK Spartak Subotica  | Lahti                 | Copa                      |
| FK Xakhtor                     | FK Kairat Almaty     | Luftëtari Gjirokastër | FK Budućnost Podgorica    |
| Lech Poznań                    | FK Ertis             | KF Laçi               | FK Mladost Podgorica      |
| Górnik Zabrze                  | FK Tobol             | KF Partizani          | FC Gandzasar Kapan        |
| AIK                            | Copa                 | Dundalk               | Banants                   |
| BK Häcken                      | Maribor              | Shamrock Rovers       | Pyunik Fowtbolayin Akowmb |
| Beitar Jerusalem               | Domžale              | Derry City            | Racing Union              |
| Maccabi Tel Aviv               | Slovan Bratislava    | Željezničar           | Progrès Niedercorn        |
| Rangers                        | DAC Dunajská Streda  | FK Sarajevo           | Fola Esch                 |
| Hibernian                      | AS Trenčín           | NK Široki Brijeg      | Coleraine                 |
| Apollon Limassol               | FC Vaduz             | SK Chikhura Sachkhere | Glenavon                  |
| Anorthosis Famagusta FC        | Újpest               | SK Dinamo Tbilisi     | Cliftonville              |
| Molde                          | Ferencvárosi         | SK Samtredia          | FC Stumbras               |
| Sarpsborg 08                   | 3r                   | FK Liepāja            | FK Žalgiris Vilnius       |
| Inter Baku                     | FC Milsami           | Riga FC               | Balzan                    |
| FK Qäbälä                      | FC Petrocub Hîncești | FK Ventspils          | Connah's Quay Nomads      |
| Neftchi Baku                   | ÍBV                  | FK Vardar             | NSÍ Runavík               |
| PFK Slavia Sofia               | FC Petrocub Hîncești | FK Rabotnički         |                           |
| Ronda preliminar               |                      |                       |                           |
| FK Trakai                      | NEWI Cefn Druids     | St. Joseph's          | Tre Fiori                 |
| Birkirkara                     | KÍ Klaksvík          | Engordany             | FC Prishtina              |
| Gżira United                   | B36                  | UE Sant Julià         |                           |
| Bala Town                      | Europa               | Folgore               |                           |

## Dates de les Rondes i Sorteig
El calendari de la competició és el següent. Tots els sorteigs es duran a terme a Nyon, llevat que s'indiqui el contrari.
| Fase          | Ronda                          | Data de Sorteig            | Anada                                  | Tornada                                |
| ------------- | ------------------------------ | -------------------------- | -------------------------------------- | -------------------------------------- |
| Preliminar    | Ronda Preliminar               | 12 de juny 2018            | 28 de juny 2018                        | 5 de juliol 2018                       |
| Classificació | Primera Ronda de Classificació | 19 de juny 2018            | 12 de juliol 2018                      | 19 de juliol 2018                      |
| Classificació | Segona Ronda de Classificació  | 19 de juny 2018            | 26 de juliol 2018                      | 2 d'agost 2018                         |
| Classificació | Tercera Ronda de Classificació | 23 de juliol 2018          | 9 d'agost 2018                         | 16 d'agost 2018                        |
| Eliminatòries | Eliminatòries                  | 6 d'agost 2018             | 23 d'agost 2018                        | 30 d'agost 2018                        |
| Fase de grups | Dia del partit 1               | 30 d'agost 2018 (a Mònaco) | 20 de setembre 2018                    | 20 de setembre 2018                    |
| Fase de grups | Dia del partit 2               | 30 d'agost 2018 (a Mònaco) | 4 d'octubre 2018                       | 4 d'octubre 2018                       |
| Fase de grups | Dia del partit 3               | 30 d'agost 2018 (a Mònaco) | 25 d'octubre 2018                      | 25 d'octubre 2018                      |
| Fase de grups | Dia del partit 4               | 30 d'agost 2018 (a Mònaco) | 8 de novembre 2018                     | 8 de novembre 2018                     |
| Fase de grups | Dia del partit 5               | 30 d'agost 2018 (a Mònaco) | 29 de novembre 2018                    | 29 de novembre 2018                    |
| Fase de grups | Dia del partit 6               | 30 d'agost 2018 (a Mònaco) | 13 de desembre 2018                    | 13 de desembre 2018                    |
| Eliminatòries | Ronda de 32                    | 17 de desembre 2018        | 14 de febrer 2019                      | 21 de febrer 2019                      |
| Eliminatòries | Vuitens                        | 22 de febrer 2019          | 7 de març 2019                         | 14 de març 2019                        |
| Eliminatòries | Quarts de final                | 15 de març 2019            | 11 d'abril 2019                        | 18 d'abril 2019                        |
| Eliminatòries | Semifinals                     | 19 d'abril 2019            | 2 de maig 2019                         | 9 de maig 2019                         |
| Eliminatòries | Final                          | 19 d'abril 2019            | 29 de maig 2019 a Estadi Olímpic, Bakú | 29 de maig 2019 a Estadi Olímpic, Bakú |

## Ronda Preliminar
A la ronda preliminar, els equips es divideixen en grups basat en els seus coeficients UEFA. Equips d'una mateixa federació no poden jugar un contra l'altre.
El sorteig de la ronda preliminar es durará el 12 de juny de 2018. Els partits d'anada es van jugar el 28 de juny de 2018. Els partits de tornada es van jugar el 5 de juliol.
14 equips jugaran en la ronda preliminar:
| Equip 1          | Global    | Equip 2         | Anada | Tornada |
| ---------------- | --------- | --------------- | ----- | ------- |
| Europa FC        | 1-6       | FC Prishtina    | 1-1   | 0-5     |
| UE Sant Julià    | 1-4       | Gżira United FC | 0-2   | 1-2     |
| UE Engordany     | 3-2       | SS Folgore      | 2-1   | 1-1     |
| B36 Tórshavn     | 2(4)-2(2) | St. Joseph's FC | 1-1   | 1-1     |
| Birkirkara FC    | 2-3       | KÍ Klaksvík     | 1-1   | 1-2     |
| SP Tre Fiori     | 3-1       | Bala Town FC    | 3-0   | 0-1     |
| NEWI Cefn Druids | 1-2       | FK Trakai       | 1-1   | 0-1     |

## Rondes de Classificació

### Primera ronda de classificació
El sorteig per a la primera i la segona ronda de classificació es va fer el 19 de juny del 2018. Els partits d'anada de la primera ronda es van jugar entre el 10 i el 12 de juliol del 2018 i els de tornada entre el 17 i el 19 del mateix mes.
| Equip 1                 | Global    | Equip 2                  | Anada | Tornada |
| ----------------------- | --------- | ------------------------ | ----- | ------- |
| UMF Stjarnan            | 3-1       | Nõmme Kalju FC           | 3-0   | 0-1     |
| FC Ilves Tampere        | 1-3       | PFK Slavia Sofia         | 0-1   | 1-2     |
| KÍ Klaksvík             | 2-3       | FK Žalgiris Vilnius      | 1-2   | 1-1     |
| CS Fola Esch            | 0-0 (5-4) | FC Prishtina             | 0-0   | 0-0     |
| Glenavon FC             | 3-6       | Molde FK                 | 2-1   | 1-5     |
| DAC Dunajská Streda     | 3-2       | SK Dinamo Tbilisi        | 1-1   | 2-1     |
| FC Stumbras Kaunas      | 1-2       | Apollon Limassol         | 1-0   | 0-2     |
| NK Široki Brijeg        | 3-3       | NK Domžale               | 2-2   | 1-1     |
| Rangers FC              | 2-0       | KF Shkupi                | 2-0   | 0-0     |
| Qabala FK               | 1-2       | FC Progrès Niedercorn    | 0-2   | 1-0     |
| Racing FCU              | 0-2       | FC Viitorul Constanța    | 0-2   | 0-0     |
| SK Samtredia            | 0-3       | FK Tobol Kostanay        | 0-1   | 0-2     |
| KF Partizani Tirana     | 0-3       | NK Maribor               | 0-1   | 0-2     |
| Neftçi Peşəkar FK       | 3-5       | Újpest FC                | 3-1   | 0-4     |
| FK Budućnost Podgorica  | 1-3       | AS Trenčín               | 0-2   | 1-1     |
| Derry City FC           | 2-3       | FK Dinamo Minsk          | 0-2   | 2-1     |
| B36 Tórshavn            | 2-1       | FK Mladost Podgorica     | 0-0   | 2-1     |
| KS Górnik Zabrze        | 2-1       | FC Zaria Bălți           | 1-0   | 1-1     |
| FK Spartak Subotica     | 3-1       | Coleraine FC             | 1-1   | 2-0     |
| Pyunik FA               | 3-0       | FK Vardar Skopje         | 1-0   | 2-0     |
| Shamrock Rovers FC      | 1-2       | AIK Solna                | 0-1   | 1-1     |
| Connah's Quay Nomads FC | 1-5       | FK Xakhtor Saligorsk     | 1-3   | 0-2     |
| FC Lahti                | 0-3       | FH Hafnarfjörður         | 0-3   | 0-0     |
| FK Ventspils            | 8-3       | Luftëtari Gjirokastër FC | 5-0   | 3-3     |
| Cliftonville FAC        | 1-3       | FC Nordsjælland          | 0-1   | 1-2     |
| Banants FA              | 1-5       | FK Sarajevo              | 1-2   | 0-3     |
| UE Engordany            | 1-10      | FK Kairat Almaty         | 0-3   | 1-7     |
| FC Petrocub Hîncești    | 2-3       | NK Osijek                | 1-1   | 1-2     |
| Anorthosis Famagusta FC | 2-2       | KF Laçi                  | 2-1   | 0-1     |
| Ferencvárosi TC         | 1-2       | Maccabi Tel Aviv FC      | 1-1   | 0-1     |
| Balzan FC               | 5-3       | Keşlə FK                 | 4-1   | 1-2     |
| FK Rabotnički Skopje    | 2-5       | Budapest Honvéd FC       | 2-1   | 0-4     |
| FK Rudar Pljevlja       | 0-6       | FK Partizan              | 0-3   | 0-3     |
| PFK CSKA Sofia          | 1-1 (5-3) | Riga FC                  | 1-0   | 0-1     |
| FC Milsami Orhei        | 2-9       | ŠK Slovan Bratislava     | 2-4   | 0-5     |
| FK Radnički Niš         | 5-0       | Gżira United FC          | 4-0   | 1-0     |
| KKS Lech Poznań         | 3-2       | FC Gandzasar Kapan       | 2-0   | 1-2     |
| SK Chikhura Sachkhere   | 2-1       | Beitar Jerusalem FC      | 0-0   | 2-1     |
| FC Vaduz                | 3-3       | PFK Levski Sofia         | 1-0   | 2-3     |
| JK Narva Trans          | 1-5       | FK Željezničar           | 0-2   | 1-3     |
| FK Trakai               | 1-0       | FC Ertis Pavlodar        | 0-0   | 1-0     |
| Hibernian FC            | 12-5      | NSÍ Runavík              | 6-1   | 6-4     |
| NK Rudar Velenje        | 10-0      | SP Tre Fiori             | 7-0   | 3-0     |
| FC Levadia Tallinn      | 1-3       | Dundalk FC               | 0-1   | 1-2     |
| ÍB Vestmannaeyja        | 0-6       | Sarpsborg 08 FF          | 0-4   | 0-2     |
| Kuopion Palloseura      | 1-2       | FC København             | 0-1   | 1-1     |
| FK Liepāja              | 2-4       | BK Häcken                | 0-3   | 2-1     |

### Segona ronda de classificació
Un total de 93 equips van jugar en la segona ronda de classificació. Els partits d'anada es van jugar el 16 de juliol de 2018. Els partits de tornada es van jugar el 31 de juliol, 1 i 2 d'agost.

#### Ruta dels Campions
| Equip 1             | Global   | Equip 2                         | Anada | Tornada |
| ------------------- | -------- | ------------------------------- | ----- | ------- |
| Cork City           | Exempció | N/A                             | N/A   | N/A     |
| The New Saints      | 2-4      | Lincoln Red Imps                | 2-1   | 1-1     |
| Torpedo Kutaisi     | 7-0      | Víkingur Gøta                   | 3-0   | 4-0     |
| HŠK Zrinjski Mostar | 3-2      | Valletta                        | 1-1   | 2-1     |
| FK Sutjeska Nikšić  | 0-1      | Alashkert                       | 0-1   | 0-0     |
| F91 Dudelange       | 3-2      | KF Drita                        | 2-1   | 1-1     |
| FK Spartaks Jūrmala | 9-0      | Società Polisportiva La Fiorita | 6-0   | 3-0     |
| FC Santa Coloma     | 1-3      | Valur Reykjavík                 | 1-0   | 0-3     |
| APOEL               | 5-2      | FC Flora Tallinn                | 5-0   | 0-2     |
| Olimpija Ljubljana  | 6-2      | Crusaders                       | 5-1   | 1-1     |

#### Ruta Principal
| Equip 1               | Global       | Equip 2                 | Anada | Tornada |
| --------------------- | ------------ | ----------------------- | ----- | ------- |
| Molde FK              | 5-0          | KF Laçi                 | 3-0   | 2-0     |
| Atalanta              | 10-2         | FK Sarajevo             | 2-2   | 8-0     |
| FK Žalgiris           | 2-1          | FC Vaduz                | 1-0   | 1-1     |
| Kairat                | 3–2          | AZ Alkmaar              | 2–0   | 1–2     |
| Aberdeen              | 2–4          | Burnley                 | 1–1   | 1–3     |
| FK Partizan           | 2–1          | Trakai                  | 1–0   | 1–1     |
| Balzan                | 3–4          | Slovan Bratislava       | 2–1   | 1-3     |
| Nordsjælland          | 2–0          | AIK                     | 1–0   | 1–0     |
| Rudar Velenje         | 0–6          | FCSB                    | 0–2   | 0–4     |
| Hapoel Haifa          | 2–1          | FH                      | 1–1   | 1–0     |
| Dundalk               | 0–4          | AEK Làrnaca             | 0–0   | 0–4     |
| Górnik Zabrze         | 1–5          | Trenčín                 | 0–1   | 1–4     |
| Maccabi Tel Aviv FC   | 4–2          | Radnički Niš            | 2–0   | 2–2     |
| CSKA Sofia            | 6–1          | Admira Wacker Mödling   | 3–0   | 3–1     |
| Spartak Subotica      | 3–2          | Sparta Prague           | 2–0   | 1–2     |
| RB Leipzig            | 5–1          | BK Häcken               | 4–0   | 1–1     |
| Stjarnan              | 0–7          | FC Copenhagen           | 0–2   | 0–5     |
| Ufa                   | 1–1 (g.c.c.) | Domžale                 | 0–0   | 1–1     |
| Tobol                 | 2–2 (g.c.c.) | Pyunik                  | 2–1   | 0–1     |
| Jagiellonia Białystok | 5–4          | Rio Ave FC              | 1–0   | 4–4     |
| LASK Linz             | 6–1          | Lillestrøm              | 4–0   | 2–1     |
| Honvéd                | 1–2          | Progrès Niedercorn      | 1–0   | 0–2     |
| NK Osijek             | 1–2          | Rangers                 | 0–1   | 1–1     |
| B36 Tórshavn          | 0–8          | Beşiktaş JK             | 0–2   | 0–6     |
| DAC Dunajská Streda   | 2–7          | Dinamo Minsk            | 1–3   | 1–4     |
| Ventspils             | 1–3          | FC Girondins de Bordeus | 0–1   | 1–2     |
| Željezničar           | 2–5          | Apollon Limassol        | 1–2   | 1–3     |
| Viitorul Constanța    | 3–5          | Vitesse                 | 2–2   | 1–3     |
| St. Gallen            | 2–2 (g.c.c.) | Sarpsborg 08            | 2–1   | 0–1     |
| Dynamo Brest          | 5–4          | Atromitos               | 4–3   | 1–1     |
| Sevilla FC            | 7–1          | Újpest FC               | 4–0   | 3–1     |
| Shakhtyor Soligorsk   | 2–4          | Lech Poznań             | 1–1   | 1–3     |
| Hibernian             | 4–3          | Asteras Tripolis        | 3–2   | 1–1     |
| Chikhura Sachkhere    | 0–2          | Maribor                 | 0–0   | 0–2     |
| KRC Genk              | 9–1          | Fola Esch               | 5–0   | 4–1     |
| Djurgårdens IF        | 2–3          | Mariupol                | 1–1   | 1–2     |
| Hajduk Split          | 4–2          | Slavia Sofia            | 1–0   | 3–2     |

### Tercera ronda de classificació
Un total de 72 equips van jugar en la tercera ronda de classificació. Els partits d'anada es van jugar el 7 i 9 d'agost de 2018. Els partits de tornada es van jugar el 16 d'agost.

#### Ruta dels Campions
| Equip 1            | Global       | Equip 2            | Anada | Tornada |
| ------------------ | ------------ | ------------------ | ----- | ------- |
| Ludogorets Razgrad | 2–1          | Zrinjski Mostar    | 1–0   | 1–1     |
| Legia Varsòvia     | 3–4          | F91 Dudelange      | 1–2   | 2–2     |
| Alashkert          | 0–7          | CFR Cluj           | 0–2   | 0–5     |
| Olimpija Ljubljana | 7–1          | HJK                | 3–0   | 4–1     |
| Sheriff Tiraspol   | 2–2 (g.c.c.) | Valur              | 1–0   | 1–2     |
| Cork City          | 0–5          | Rosenborg BK       | 0–2   | 0–3     |
| Spartaks Jūrmala   | 0–1          | Sūduva Marijampolė | 0–1   | 0–0     |
| The New Saints     | 1–5          | Midtjylland        | 0–2   | 1–3     |
| Hapoel Be'er Sheva | 3–5          | APOEL FC           | 2–2   | 1–3     |
| Torpedo Kutaisi    | 5–4          | Kukësi             | 5–2   | 0-2     |

#### Ruta Principal
| Equip 1               | Global       | Equip 2                 | Anada | Tornada    |
| --------------------- | ------------ | ----------------------- | ----- | ---------- |
| Pyunik                | 1–2          | Maccabi Tel Aviv FC     | 0–0   | 1–2        |
| Dinamo Minsk          | 5–8          | Zenit Saint Petersburg  | 4–0   | 1–8 (prò.) |
| Sturm Graz            | 0–7          | AEK Làrnaca             | 0–2   | 0–5        |
| Sarpsborg 08          | 2–1          | NK Rijeka               | 1–1   | 1–0        |
| İstanbul Başakşehir   | 0–1          | Burnley                 | 0–0   | 0–1 (prò.) |
| Zorya Luhansk         | 3–3 (g.c.c.) | SC Braga                | 1–1   | 2–2        |
| Hapoel Haifa          | 1–6          | Atalanta BC             | 1–4   | 0–2        |
| KRC Genk              | 4–1          | Lech Poznań             | 2–0   | 2–1        |
| Vitesse               | 0–2          | FC Basel                | 0–1   | 0–1        |
| Nordsjælland          | 3–5          | FK Partizan             | 1–2   | 2–3        |
| Hibernian             | 0–3          | Molde                   | 0–0   | 0–3        |
| Hajduk Split          | 1–2          | FCSB                    | 0–0   | 1–2        |
| Sevilla FC            | 6–0          | Žalgiris                | 1–0   | 5–0        |
| Sigma Olomouc         | 4–1          | Kairat                  | 2–0   | 2–1        |
| Slovan Bratislava     | 2–5          | Rapid Viena             | 2–1   | 0–4        |
| Mariupol              | 2–5          | FC Girondins de Bordeus | 1–3   | 1–2        |
| CSKA Sofia            | 2–4          | FC Copenhagen           | 1–2   | 1–2        |
| Olympiakos FC         | 7–1          | Luzern                  | 4–0   | 3–1        |
| Rangers               | 3–1          | Maribor                 | 3–1   | 0–0        |
| Trenčín               | 5–1          | Feyenoord               | 4–0   | 1–1        |
| Jagiellonia Białystok | 1–4          | K.A.A. Gent             | 0–1   | 1–3        |
| Spartak Subotica      | 1–4          | Brøndby                 | 0–2   | 1–2        |
| Ufa                   | 4–3          | Progrès Niedercorn      | 2–1   | 2–2        |
| Beşiktaş JK           | 2–2 (g.c.c.) | LASK Linz               | 1–0   | 1–2        |
| Apollon Limassol      | 4–1          | Dynamo Brest            | 4–0   | 0–1        |
| RB Leipzig            | 4–2          | Universitatea Craiova   | 3–1   | 1–1        |

## Ronda Play-off
El sorteig per a la ronda play-off es va fer el 6 d'agost del 2018. Els partits d'anada de la primera ronda es van jugar el 23 d'agost del 2018 i els de tornada el 30 d'agost.

### Ruta dels Campions
| Equip 1            | Global       | Equip 2            | Anada | Tornada    |
| ------------------ | ------------ | ------------------ | ----- | ---------- |
| Olimpija Ljubljana | 1–3          | Spartak Trnava     | 0–2   | 1–1        |
| APOEL FC           | 1–1 (p. 1–2) | FK Astana          | 1–0   | 0–1 (prò.) |
| Rosenborg BK       | 5–1          | Shkëndija          | 3–1   | 2–0        |
| F91 Dudelange      | 5–2          | CFR Cluj           | 2–0   | 3–2        |
| Sūduva Marijampolė | 1–4          | Celtic             | 1–1   | 0–3        |
| Sheriff Tiraspol   | 1–3          | Qarabağ            | 1–0   | 0–3        |
| Malmö FF           | 4–2          | Midtjylland        | 2–2   | 2–0        |
| Torpedo Kutaisi    | 0–5          | Ludogorets Razgrad | 0–1   | 0–4        |

### Ruta Principal
| Equip 1                | Global       | Equip 2                 | Anada | Tornada    |
| ---------------------- | ------------ | ----------------------- | ----- | ---------- |
| Sigma Olomouc          | 0–4          | Sevilla FC              | 0–1   | 0–3        |
| Sarpsborg 08           | 4–3          | Maccabi Tel Aviv FC     | 3–1   | 1–2        |
| K.A.A. Gent            | 0–2          | FC Girondins de Bordeus | 0–0   | 0–2        |
| FK Partizan            | 1–4          | Beşiktaş JK             | 1–1   | 0–3        |
| Rapid Viena            | 4–3          | FCSB                    | 3–1   | 1–2        |
| FC Basel               | 3–3 (g.c.c.) | Apollon Limassol        | 3–2   | 0–1        |
| Rangers                | 2–1          | Ufa                     | 1–0   | 1–1        |
| Atalanta BC            | 0–0 (p. 3–4) | København               | 0–0   | 0–0 (prò.) |
| Zenit Saint Petersburg | 4–3          | Molde                   | 3–1   | 1–2        |
| Trenčín                | 1–4          | AEK Làrnaca             | 1–1   | 0–3        |
| KRC Genk               | 9–4          | Brøndby                 | 5–2   | 4–2        |
| Olympiakos FC          | 4–2          | Burnley                 | 3–1   | 1–1        |
| Zorya Luhansk          | 2–3          | RB Leipzig              | 0–0   | 2–3        |

## Fase de Grups
En aquesta ronda, 48 equips van competir: 17 classificats directament per aquesta fase; 21 classificats des de la ronda de play-off; 6 perdedors de la ronda de play-off de la Lliga de Campions; i 4 perdadors de la tercera ronda de la Lliga de Campions. El sorteig de la fase de grups es va celebrar el dia 31 d'agost de 2018.

### Grup A
| Pos | Equip              | PJ | PG | PE | PP | GF | GC | DG | Pts | Classificació        |     | LEV | ZUR | AKL | LUD |
| --- | ------------------ | -- | -- | -- | -- | -- | -- | -- | --- | -------------------- | --- | --- | --- | --- | --- |
| 1   | Bayer Leverkusen   | 6  | 4  | 1  | 1  | 16 | 9  | +7 | 13  | Avança a Ronda de 32 |     | —   | 1-0 | 4-2 | 1-1 |
| 2   | FC Zürich          | 6  | 3  | 1  | 2  | 7  | 6  | +1 | 10  | Avança a Ronda de 32 |     | 3-2 | —   | 1-2 | 1-0 |
| 3   | AEK Làrnaca        | 6  | 1  | 2  | 3  | 6  | 12 | −6 | 5   |                      |     | 1-5 | 0-1 | —   | 1-1 |
| 4   | Ludogorets Razgrad | 6  | 0  | 4  | 2  | 5  | 7  | −2 | 4   |                      | 2-3 | 1-1 | 0-0 | —   |     |

### Grup B
| Pos | Equip             | PJ | PG | PE | PP | GF | GC | DG  | Pts | Classificació        |     | SAL | CEL | RBL | ROS |
| --- | ----------------- | -- | -- | -- | -- | -- | -- | --- | --- | -------------------- | --- | --- | --- | --- | --- |
| 1   | Red Bull Salzburg | 6  | 6  | 0  | 0  | 17 | 6  | +11 | 18  | Avança a Ronda de 32 |     | —   | 3-1 | 1-0 | 3-0 |
| 2   | Celtic            | 6  | 3  | 0  | 3  | 6  | 8  | −2  | 9   | Avança a Ronda de 32 |     | 1-2 | —   | 2-1 | 1-0 |
| 3   | RB Leipzig        | 6  | 2  | 1  | 3  | 9  | 8  | +1  | 7   |                      |     | 2-3 | 2-0 | —   | 1-1 |
| 4   | Rosenborg BK      | 6  | 0  | 1  | 5  | 4  | 14 | −10 | 1   |                      | 2-5 | 0-1 | 1-3 | —   |     |

### Grup C
| Pos | Equip                    | PJ | PG | PE | PP | GF | GC | DG | Pts | Classificació        |     | ZEN | SLP | BOR | KOB |
| --- | ------------------------ | -- | -- | -- | -- | -- | -- | -- | --- | -------------------- | --- | --- | --- | --- | --- |
| 1   | FK Zenit Sant Petersburg | 6  | 3  | 2  | 1  | 6  | 5  | +1 | 11  | Avança a Ronda de 32 |     | —   | 1-0 | 2-1 | 1-0 |
| 2   | SK Slavia Praga          | 6  | 3  | 1  | 2  | 4  | 3  | +1 | 10  | Avança a Ronda de 32 |     | 2-0 | —   | 1-0 | 0-0 |
| 3   | Girondins de Bordeaux    | 6  | 2  | 1  | 3  | 6  | 6  | 0  | 7   |                      |     | 1-1 | 2-0 | —   | 1-2 |
| 4   | FC Copenhague            | 6  | 1  | 2  | 3  | 3  | 5  | −2 | 5   |                      | 1-1 | 0-1 | 0-1 | —   |     |

### Grup D
| Pos | Equip             | PJ | PG | PE | PP | GF | GC | DG | Pts | Classificació        |     | DZG | FEN | SPT | AND |
| --- | ----------------- | -- | -- | -- | -- | -- | -- | -- | --- | -------------------- | --- | --- | --- | --- | --- |
| 1   | GNK Dinamo Zagreb | 6  | 4  | 2  | 0  | 11 | 3  | +8 | 14  | Avança a Ronda de 32 |     | —   | 4-1 | 3-1 | 0-0 |
| 2   | Fenerbahçe SK     | 6  | 2  | 2  | 2  | 7  | 7  | 0  | 8   | Avança a Ronda de 32 |     | 0-0 | —   | 2-0 | 2-0 |
| 3   | FC Spartak Trnava | 6  | 2  | 1  | 3  | 4  | 7  | −3 | 7   |                      |     | 1-2 | 1-0 | —   | 1-0 |
| 4   | RSC Anderlecht    | 6  | 0  | 3  | 3  | 2  | 7  | −5 | 3   |                      | 0-2 | 2-2 | 0-0 | —   |     |

### Grup E
| Pos | Equip              | PJ | PG | PE | PP | GF | GC | DG  | Pts | Classificació        |     | ARS | SPO | VOR | QRB |
| --- | ------------------ | -- | -- | -- | -- | -- | -- | --- | --- | -------------------- | --- | --- | --- | --- | --- |
| 1   | Arsenal FC         | 6  | 5  | 1  | 0  | 12 | 2  | +10 | 16  | Avança a Ronda de 32 |     | —   | 0-0 | 4-2 | 1-0 |
| 2   | Sporting CP        | 6  | 4  | 1  | 1  | 13 | 3  | +10 | 13  | Avança a Ronda de 32 |     | 0-1 | —   | 3-0 | 2-0 |
| 3   | FC Vorskla Poltava | 6  | 1  | 0  | 5  | 4  | 13 | −9  | 3   |                      |     | 0-3 | 1-2 | —   | 0-1 |
| 4   | Qarabağ FK         | 6  | 1  | 0  | 5  | 2  | 13 | −11 | 3   |                      | 0-3 | 1-6 | 0-1 | —   |     |